# Legea lui Charles
Legea lui Charles sau legea transformării izocore este o lege a gazelor ce a fost descoperită de fizicianul francez Jacques Charles în anul 1787 și în mod independent de chimistul francez Joseph Louis Gay-Lussac în 1802.
Jacques Charles a demonstrat că la supunerea unui gaz la o transformare izocoră, raportul dintre presiunea și temperatura acestuia se menține constant:
V =ct, P/T=constant. (temperatura în grade Kelvin). 
în care Po este presiunea gazului , iar β coeficientul termic al presiunii. Pentru gazele ideale β = 1/273,15.
Explicația moleculară a legii lui Charles constă în faptul că prin ridicarea temperaturii unui gaz crește viteza medie a moleculelor sale, acestea se ciocnesc mai frecvent de pereții vasului și au un impact mai puternic, astfel crește presiunea efectuată de moleculele gazului asupra acestora.